# Casa de los Vargas
La Casa de los Vargas, situada en el número 9 de la calle Horno de Doña Mariana, en  la ciudad española de Granada, primeramente conocida como Casa de los Salazar, es una de las pocas mansiones del siglo xvi que se conservan completas en la ciudad.
Se trata de un edificio de tres plantas, con elementos decorativos de los siglos xvi y xvii, portada blasonada en piedras y fachada en fábrica de ladrillo, patio con galería de columnas, escalera monumental y artesonados policromados con motivos mudéjares y platerescos.